# Graben Bahnhofsviertel

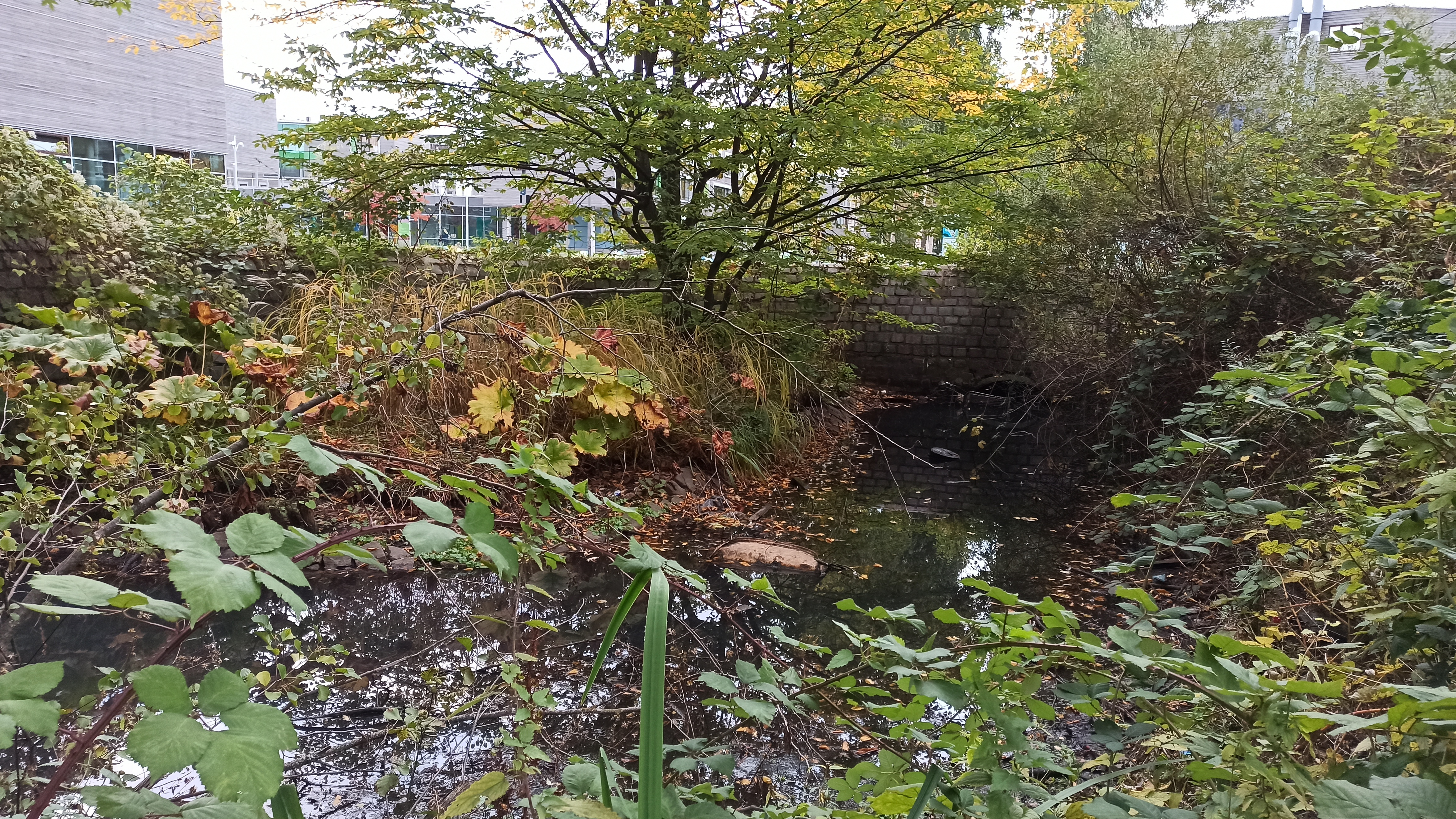
Graben Bahnhofsviertel an der Schönenfelder Wettern

Der Graben Bahnhofsviertel (auch Bahngraben) ist ein Graben in Hamburg-Wilhelmsburg. Er verbindet die Schönenfelder Wettern mit der Wilhelmsburger Dove-Elbe.

## Verlauf
Von der Schönenfelder Wettern aus verläuft der Graben an der Krieterstraße für wenige Meter offen, dann weiter verrohrt Richtung Norden. Zwischen dem Koppelstieg und Bei der Windmühle verläuft er offen, dann weiter verrohrt bis zur Schönenfelder Straße und weiter zur Wilhelmsburger Dove-Elbe.